# William Read Miller
William Read Miller (* 23. November 1823 in Batesville, Arkansas; † 29. November 1887 in Little Rock, Arkansas) war ein US-amerikanischer Politiker und zwischen 1877 und 1881 Gouverneur von Arkansas.

## Frühe Jahre und politischer Aufstieg
William Miller besuchte die örtlichen Schulen seiner Heimat und studierte anschließend Jura. Er wurde aber erst nach dem Amerikanischen Bürgerkrieg im Jahr 1868 als Anwalt zugelassen. Zwischen 1848 und 1854 war er bei der Bezirksverwaltung des Independence County angestellt. Anschließend war er mit einigen kurzen Unterbrechungen bis 1864 Revisor des Staates Arkansas. Dieses Amt sollte er zwischen 1874 und 1876 nochmals ausüben. Im Jahr 1877 wurde er als Kandidat der Demokratischen Partei zum neuen Gouverneur von Arkansas gewählt.

## Gouverneur von Arkansas
William Miller trat seine Amtszeit am 11. Januar 1877 an. Nach einer Wiederwahl im Jahr 1878 konnte er insgesamt vier Jahre amtieren. In dieser Zeit setzte er sich für die Verbesserung des Schulsystems und für neue Wege zur Bewältigung der Haushaltsprobleme ein. In seiner Zeit entstand ein Blindenheim und die Arkansas Industrial University. Miller förderte den wirtschaftlichen Aufschwung und ein friedliches Zusammenleben der Rassen in seinem Land. Als es im Union County an der Grenze zu Louisiana zu Übergriffen auf Schwarze kam, setzte er zu deren Schutz die National Garde ein. Das Gleiche war im Scott County nötig, wo sich verfeindete Familien eine blutige Fehde lieferten. Gouverneur Miller wurde aber auch dafür bekannt, dass er selten ein Todesurteil aufhob. Das brachte ihm den Spitznamen „The Hanging Governor“ ein.

## Weiterer Lebenslauf
Nach Ablauf seiner Amtszeit am 11. Januar 1881 wurde Miller bis 1882 stellvertretender Finanzminister seines Landes. Gleichzeitig war er Präsident der Kansas City and New Orleans Railroad Company. Außerdem war im Aufsichtsrat einiger anderer Eisenbahngesellschaften. Im Jahr 1886 wurde er nochmals Revisor in Arkansas. Er verstarb ein Jahr später und wurde in Little Rock beigesetzt. William Miller war mit Sarah Susan Bevers verheiratet, mit der er sieben Kinder hatte.